# Nikifóros (Dráma)
Nikifóros, en grec moderne : Νικηφόρος, est un village et un ancien dème de Macédoine-Orientale-et-Thrace en Grèce. En 2010, à la suite du programme Kallkratis, le dème est fusionné au sein du dème de Paranésti.
Selon le recensement de 2021, la population de l'ancien dème devenu district municipal compte 1 849 habitants, celle de la communauté municipale 240 habitants, tandis que celle du village compte 220 habitants.